# Herrarnas singel i rodel vid olympiska vinterspelen 2022
Herrarnas singel i rodel vid olympiska vinterspelen 2022 hölls på anläggningen Yanqing National Sliding Centre i närheten av Peking i Kina mellan den 5 och 6 februari 2022.

## Resultat
Fyra åk genomfördes under två dagar.
| Placering | Nr | Namn                   | Land                    | Åk 1          | Placering     | Åk 2          | Placering     | Åk 3          | Placering     | Åk 4             | Placering        | Totalt        | Tid bakom     |
| --------- | -- | ---------------------- | ----------------------- | ------------- | ------------- | ------------- | ------------- | ------------- | ------------- | ---------------- | ---------------- | ------------- | ------------- |
| 1         | 4  | Johannes Ludwig        | Tyskland                | 57,063        | 1             | 57,438        | 2             | 57,043        | 1             | 57,191           | 1                | 3.48,735      |               |
| 2         | 1  | Wolfgang Kindl         | Österrike               | 57,110        | 2             | 57,430        | 1             | 57,117        | 2             | 57,238           | 2                | 3.48,895      | +0,160        |
| 3         | 10 | Dominik Fischnaller    | Italien                 | 57,361        | 3             | 57,444        | 3             | 57,461        | 5             | 57,420           | 3                | 3.49,686      | +0,951        |
| 4         | 2  | Felix Loch             | Tyskland                | 57,383        | 5             | 57,500        | 4             | 57,510        | 7             | 57,485           | 6                | 3.49,878      | +1,143        |
| 5         | 3  | Kristers Aparjods      | Lettland                | 57,364        | 4             | 57,597        | 6             | 57,399        | 4             | 57,693           | 9                | 3.50,053      | +1,318        |
| 6         | 5  | Max Langenhan          | Tyskland                | 57,606        | 9             | 57,536        | 5             | 57,521        | 8             | 57,429           | 4                | 3.50,092      | +1,357        |
| 7         | 7  | Gints Bērziņš          | Lettland                | 57,414        | 7             | 57,709        | 7             | 57,480        | 6             | 57,570           | 7                | 3.50,173      | +1,438        |
| 8         | 18 | Chris Mazdzer          | USA                     | 57,780        | 10            | 58,039        | 9             | 57,779        | 10            | 57,779           | 10               | 3.51,377      | +2,642        |
| 9         | 12 | Roman Repilov          | ROC                     | 57,594        | 8             | 58,679        | 16            | 57,714        | 9             | 57,647           | 8                | 3.51,634      | +2,899        |
| 10        | 8  | Semjon Pavlitjenko     | ROC                     | 57,786        | 11            | 58,115        | 10            | 57,955        | 13            | 57,793           | 11               | 3.51,649      | +2,914        |
| 11        | 24 | Leon Felderer          | Italien                 | 57,814        | 12            | 58,211        | 11            | 57,855        | 11            | 57,960           | 14               | 3.51,840      | +3,105        |
| 12        | 6  | Nico Gleirscher        | Österrike               | 59,110        | 27            | 58,351        | 14            | 57,370        | 3             | 57,452           | 5                | 3.52,283      | +3,548        |
| 13        | 21 | Tucker West            | USA                     | 58,079        | 15            | 57,831        | 8             | 58,534        | 21            | 57,916           | 13               | 3.52,360      | +3,625        |
| 14        | 16 | Aleksandr Gorbatsevitj | ROC                     | 58,139        | 16            | 58,339        | 13            | 58,080        | 14            | 58,043           | 15               | 3.52,601      | +3,866        |
| 15        | 11 | David Gleirscher       | Österrike               | 57,407        | 6             | 58,240        | 12            | 58,908        | 26            | 58,617           | 20               | 3.53,172      | +4,437        |
| 16        | 22 | Alexander Ferlazzo     | Australien              | 58,216        | 19            | 58,994        | 24            | 58,122        | 16            | 57,887           | 12               | 3.53,219      | +4,484        |
| 17        | 14 | Reid Watts             | Kanada                  | 58,049        | 14            | 59,071        | 25            | 58,108        | 15            | 58,065           | 16               | 3.53,293      | +4,558        |
| 18        | 23 | Artūrs Dārznieks       | Lettland                | 58,166        | 17            | 59,370        | 28            | 57,932        | 12            | 58,241           | 17               | 3.53,709      | +4,974        |
| 19        | 19 | Jonathan Gustafson     | USA                     | 57,845        | 13            | 59,330        | 27            | 58,496        | 20            | 58,275           | 18               | 3.53,946      | +5,211        |
| 20        | 34 | Svante Kohala          | Sverige                 | 58,517        | 21            | 58,779        | 20            | 58,368        | 18            | 58,333           | 19               | 3.53,997      | +5,262        |
| 21        | 15 | Jozef Ninis            | Slovakien               | 58,205        | 18            | 58,764        | 19            | 58,856        | 23            | Gick inte vidare | Gick inte vidare | 2.55,825      | —             |
| 22        | 20 | Anton Dukatj           | Ukraina                 | 58,873        | 25            | 58,726        | 18            | 58,408        | 19            | Gick inte vidare | Gick inte vidare | 2.56,007      | —             |
| 23        | 26 | Rupert Staudinger      | Storbritannien          | 58,731        | 22            | 58,960        | 22            | 58,622        | 22            | Gick inte vidare | Gick inte vidare | 2.56,313      | —             |
| 24        | 25 | Fan Duoyao             | Kina                    | 58,848        | 23            | 58,883        | 21            | 58,895        | 25            | Gick inte vidare | Gick inte vidare | 2.56,626      | —             |
| 25        | 35 | Mateusz Sochowicz      | Polen                   | 58,863        | 24            | 59,196        | 26            | 58,867        | 24            | Gick inte vidare | Gick inte vidare | 2.56,926      | —             |
| 26        | 32 | Marián Skupek          | Slovakien               | 58,956        | 26            | 58,976        | 23            | 59,051        | 27            | Gick inte vidare | Gick inte vidare | 2.56,983      | —             |
| 27        | 13 | Andrij Mandzij         | Ukraina                 | 1.01,082      | 32            | 58,706        | 17            | 58,346        | 17            | Gick inte vidare | Gick inte vidare | 2.58,134      | —             |
| 28        | 33 | Pavel Angelov          | Bulgarien               | 59,555        | 29            | 59,753        | 29            | 59,545        | 29            | Gick inte vidare | Gick inte vidare | 2.58,853      | —             |
| 29        | 17 | Valentin Crețu         | Rumänien                | 58,349        | 20            | 58,362        | 15            | 1.02,223      | 34            | Gick inte vidare | Gick inte vidare | 2.58,934      | —             |
| 30        | 30 | Michael Lejsek         | Tjeckien                | 59,542        | 28            | 59,945        | 31            | 1.00,080      | 32            | Gick inte vidare | Gick inte vidare | 2.59,567      | —             |
| 31        | 27 | Saba Kumaritasjvili    | Georgien                | 1.00,211      | 30            | 1.00,146      | 32            | 1.00,036      | 31            | Gick inte vidare | Gick inte vidare | 3.00,393      | —             |
| 32        | 28 | Seiya Kobayashi        | Japan                   | 1.00,856      | 31            | 1.00,919      | 33            | 59,859        | 30            | Gick inte vidare | Gick inte vidare | 3.01,634      | —             |
| 33        | 29 | Lim Nam-kyu            | Sydkorea                | 1.02,438      | 34            | 59,794        | 30            | 59,538        | 28            | Gick inte vidare | Gick inte vidare | 3.01,770      | —             |
| 34        | 31 | Mirza Nikolajev        | Bosnien och Hercegovina | 1.01,667      | 33            | 1.02,507      | 34            | 1.01,175      | 33            | Gick inte vidare | Gick inte vidare | 3.05,349      | —             |
| 35        | 9  | Kevin Fischnaller      | Italien                 | Startade inte | Startade inte | Startade inte | Startade inte | Startade inte | Startade inte | Startade inte    | Startade inte    | Startade inte | Startade inte |